# Lamberto Bartolucci (generale)
Lamberto Bartolucci (Orbetello, 21 giugno 1924 – Roma, 26 febbraio 2020) è stato un generale e aviatore italiano, che ricoprì gli incarichi di Capo di Stato Maggiore dell'Aeronautica dal 2 aprile 1980 al 13 ottobre 1983, e di capo di stato maggiore della difesa fino all'8 gennaio 1986.

## Biografia

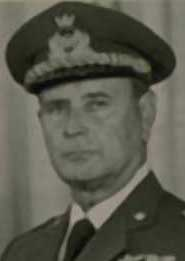
Il generale Lamberto Bartolucci.

Nacque a Orbetello, provincia di Grosseto, il 21 giugno 1924 e dal 1942 a 18 anni entrò a far parte della Regia Aeronautica come allievo del Corso "Aquila 2° della Regia Accademia Aeronautica di Caserta prendendo poi parte alla guerra di liberazione nelle file della resistenza. Ripresi gli studi d'Accademia al termine del conflitto mondiale a Brindisi, conseguì il brevetto di osservatore d'aeroplano a Frosinone nell'aprile 1947 per poi ottenere quello di pilota di aeroplano a Gioia del Colle nel novembre 1948 e infine quello di pilota militare a Lecce nel 1949.
Nel settembre 1950 fu assegnato alla 208ª Squadriglia, 101º Gruppo, 5º Stormo, assumendo il comando della squadriglia nel 1953. Nominato capitano, nel 1955 venne inviato negli Stati Uniti al fine di frequentare un corso di istruttore di tiro e aerocooperazione, rientrando successivamente in Patria ed ottenendo l'incarico di Capo ufficio operazioni del 101º Gruppo, per passare poi al comando della 211ª Squadriglia. Promosso al grado di maggiore, nel 1961 ebbe la responsabilità del coordinamento del programma di addestramento dei piloti destinati agli F-104G Starfighter. Lavorò presso l'ufficio operazioni della 3ª Aerobrigata, diventando comandante del 132º Gruppo e dal 1965, comandante del reparto volo della 3ª Aerobrigata.
Nel 1967 fu trasferito al 4º Reparto dello Stato maggiore dell'Aeronautica, lasciandolo nel 1969 per assumere l'incarico di Vice comandante prima e, dal 1970, di Comandante poi del 36º Stormo con il grado di colonnello. Durante questo incarico si distinse particolarmente e ciò gli valse la nomina di capo del 3º Ufficio del 3º Reparto dello Stato maggiore e la promozione al grado di Generale di brigata aerea. Assunse poi il comando del 3° Regional Operation Center (ROC) mantenendolo fino al 1974, quando fu nominato comandante del 3º Reparto dello Stato maggiore dell'Aeronautica.
Promosso generale di divisione aerea, assunse il Comando trasporti e soccorso aereo, per diventare poi Ispettore dell'I.T.A.V. (Ispettorato Telecomunicazioni e Assistenza al Volo) nell'agosto 1976. Dal 2 aprile 1980 al 13 ottobre 1983 ricoprì l'incarico di Capo di stato maggiore dell'Aeronautica Militare, per poi passare al ruolo di Capo di stato maggiore della difesa sino all'8 gennaio 1986.
In seguito alla Strage di Ustica venne accusato di omessa comunicazione al governo di informazioni sul disastro aereo e di alto tradimento per aver depistato le indagini sull'abbattimento del Douglas DC-9 dell'Itavia. È stato assolto da tale accusa con Sentenza definitiva di assoluzione "perché il fatto non sussiste" n.9174/2007 del 10.01.2007, emessa dalla 1ª Sezione Penale della Corte di Cassazione.
Investito mentre attraversava le strisce pedonali, è spirato all’ospedale militare del Celio di Roma il 26 febbraio 2020, all'età di 95 anni. Sposato con la signora Giovanna Bottagisio, discendente di Mario Calderara, primo pilota italiano, la coppia ha avuto tre figli, Flavia, Michela e Andrea. Quest'ultimo è anch'egli pilota militare, appartenendo al corso Urano 3°.

### Annotazioni
1. ↑  Nel 1981 trasferì il primo cacciabombardiere Panavia Tornado IDS acquistato dall'Aeronautica Militare dalla fabbrica a Pratica di Mare, sede del Reparto Sperimentale di Volo (R.S.V).
2. ↑  Insieme a lui furono accusati anche i generali Franco Pisano (Capo di Stato Maggiore dell'Aeronautica fino all'aprile 1990) Franco Ferri (Sottocapo di stato maggiore dell'Aeronautica), Carmelo Melillo (Capo del Reparto piani, operazioni e addestramento presso lo S.M.A.), e Zeno Tascio (comandante dei SIOS Aeronautica).

### Fonti
1. 1 2 3 4 5 6 7 8 9 10 11 12 13 14 15 16 17 18  Il Corriere dell'Aviatore n.3/4, marzo-aprile 2012, p. 17.
2. 1 2  Bianchessi, Colarieti 2002, p. 92.
3. ↑  Bianchessi, Colarieti 2002, p. 121.
4. 1 2  Strage di Ustica, prosciolti in appello i generali Bartolucci e Ferri, La Repubblica del 15 dicembre 2005.
5. ↑  Bianchessi, Colarieti 2002, p. 173.
6. ↑   Ranci Ortigosa, Cora, La strage di Ustica nell'opinione pubblica italiana (1980-1992): analisi di un caso politico e mediatico, 26 maggio 2015, OCLC 930539089. URL consultato il 12 settembre 2018.
7. ↑  Sito web del Quirinale: dettaglio decorato.